# Donnie Allison
Donald „Donnie“ Allison (* 7. September 1939 in Hueytown, Alabama) ist ein ehemaliger US-amerikanischer Rennfahrer, der in der NASCAR aktiv war. Er war Mitglied der Alabama Gang, einer Gruppe von NASCAR-Fahrern, und ist der Bruder des Winston-Cup-Champions der Saison 1983, Bobby Allison, sowie der Onkel des bereits verstorbenen Davey Allison.

## Karriere
Donnie Allison begann im Jahre 1966 in der Grand National Series, dem heutigen Sprint Cup, zu fahren. Er gab sein Debüt am 16. Oktober 1966 im National 500 auf dem Charlotte Motor Speedway in Concord, North Carolina. Allison beendete das Rennen nach 186 Runden mit einem Motorproblem. Auch am zwei Wochen später ausgetragenen American 500 auf dem North Carolina Motor Speedway nahm er teil und wurde Neunter.
In seiner ganzen Karriere in der höchsten Division der NASCAR war er nie ein Vollzeitfahrer. Allison fuhr maximal 21 Rennen pro Saison. Seine beste Endplatzierung in der Fahrergesamtwertung war ein 16. Platz, den er in der Saison 1967 belegte, in der er an 20 der 49 Rennen teilnahm. Am 16. Juni 1968 fand Allison erstmals den Weg in die Victory Lane der Grand National Series, als er das Carolina 500 auf dem North Carolina Motor Speedway gewann. Insgesamt siegte er in seiner Karriere zehn Mal. Drei dieser Siege erzielte er in der Saison 1970.
Höchstwahrscheinlich sind es jedoch nicht seine Erfolge, die ihn noch heute bekannt machen, sondern das Daytona 500 des Jahres 1979, in dem es zu einem der legendärsten Zieleinläufe in der Geschichte des Daytona 500 kam. Donnie Allison führte das Rennen in der letzten Runde an. Cale Yarborough fuhr in seinem Windschatten und versuchte ihn am Ende der Gegengeraden zu überholen, doch Allison fuhr Kampflinie. Yarborough wollte keinen Boden verlieren und entschied sich, Allison innen zu überholen, doch seine linken Räder kamen von der Strecke ab. Er verlor die Kontrolle über sein Auto und fuhr Allison am Ende der Gegengeraden in die Seite. Als beide Fahrer versuchten, ihre Autos auf der Strecke zu halten, berührten sie sich mehrfach, bevor sie schließlich zusammen in Kurve drei mit der Mauer kollidierten. Nachdem beide Autos im Gras zum Stillstand gekommen waren, begannen Donnie Allison und Cale Yarborough heftig miteinander zu diskutieren. Nachdem sie die Situation geklärt hatten, fuhr der schon überrundete Bobby Allison zu den beiden hin und verteidigte seinen Bruder. Daraufhin brach eine Schlägerei aus. Richard Petty gewann das Rennen.
Donnie Allison beendete 1989 seine NASCAR-Karriere. Bis dahin ging er 242-mal im Winston Cup und 20-mal in der Busch Series an den Start. Im Winston Cup gewann Allison zehn Rennen, 78-mal kam er in die Top 5 und 115-mal konnte er das Rennen in den Top 10 beenden. In der Busch Series kann Allison lediglich einmal in die Top 5 und fünfmal in die Top 10.
In den Jahren 1970 und 1971 nahm Allison am Indianapolis 500 teil. 1970 überquerte er als Sechster und 1971 als Siebter die Ziellinie.

## Statistik

### Einzelergebnisse in der Sportwagen-Weltmeisterschaft
| Saison | Team       | Rennwagen  | 1   | 2   | 3   | 4   | 5   | 6   | 7   | 8   | 9   | 10  | 11  | 12  | 13  |
| ------ | ---------- | ---------- | --- | --- | --- | --- | --- | --- | --- | --- | --- | --- | --- | --- | --- |
| 1978   | Rany Hoerr | Datsun 510 | DAY | SEB | MUG | TAL | DIJ | SIL | NÜR | LEM | MIS | DAY | WAT | VAL | ROD |
| 1978   | Rany Hoerr | Datsun 510 |     |     |     |     |     |     | DNF |     |     |     |     |     |     |